# Solfato di zinco
Il solfato di zinco è un composto chimico cristallino, incolore, inodore di sapore astringente, efflorescente all'aria è solubile in acqua e insolubile in alcool. La sua formula minima è ZnSO4. Spesso è accompagnato da un numero variabile di molecole di idratazione.

## Forme idrate ed anidre
La forma che si riscontra in maniera più diffusa è la forma eptaidrata ZnSO4·7H2O. A 30 °C perde una molecola di acqua e si trasforma in ZnSO4·6H2O. A 70 °C perde altre cinque molecole di acqua e si trasforma in ZnSO4·H2O. Infine a 280 °C perde l'ultima molecola di acqua e si trasforma nella forma anidra.

## Sintesi
In natura si presenta nella forma eptaidrata minerale, chiamata goslarite ma conosciuta anche come vetriolo bianco, e nella forma esaidrata.
Può essere ottenuto per sintesi partendo dallo zinco o dall'ossido di zinco con acido solforico in soluzione acquosa.
{\displaystyle \mathrm {Zn+H_{2}SO_{4}\longrightarrow ZnSO_{4}+H_{2}} }
{\displaystyle \mathrm {ZnO+H_{2}SO_{4}\longrightarrow ZnSO_{4}+H_{2}O} }
O per ossidazione del solfuro di zinco, componente della sfalerite.
{\displaystyle \mathrm {ZnS+2\ O_{2}\longrightarrow ZnSO_{4}} }.
Si può anche produrre partendo dallo zinco solido facendolo reagire con solfato rameico o solfato ferrico. 
{\displaystyle \mathrm {Zn+CuSO_{4}\longrightarrow ZnSO_{4}+Cu} }.
{\displaystyle \mathrm {Zn+FeSO_{4}\longrightarrow ZnSO_{4}+Fe} }.

## Usi
Come molti composti dello zinco, trova diverse applicazioni in medicina: viene utilizzato per via esterna contro l'acne, la dermatite seborroica, la caduta dei capelli, l'herpes labiale ed infezioni varie, e per via interna come integratore di zinco, in problemi prostatici e per rinforzare il sistema immunitario. Per via interna, può dare problemi gastrointestinali, specialmente dopo un utilizzo prolungato.
Usato nell'industria come stabilizzante delle soluzioni diazoiche e nella preparazione degli appretti per cotone. 
Viene utilizzato inoltre nell'edilizia come stucco, in una soluzione composta ulteriormente da gesso (CaSO4) e colle proteiche.